# Screening bianco-blu
Lo screening bianco-blu delle colonie è una tecnica basata su una reazione colorimetrica che permette di capire se il DNA è stato trasferito correttamente su un determinato sito di clonaggio genico. Questo permette di capire se una cellula presenta l'enzima Beta-galattosidasi (codificata dal gene LacZ): se il gene dell'enzima è funzionale, questo sarà in grado di scindere l'X-gal, un composto organico che produrrà un composto blu insolubile; se il gene è invece inattivo la colonia rimarrà bianca. Questo viene utilizzato nell'ingegneria genetica per capire se il DNA di interesse è stato integrato correttamente nel vettore plasmidico: i batteri Escherichia coli, che sono normalmente in grado di produrre l'enzima β-galattosidasi (codificata dal gene lacZ dell'operone lac), vengono trasformati dall'assorbimento del vettore plasmidico, che contiene un inserto che si localizza a livello della regione codificante del gene lacZ, interrompendola. Una volta trasformati, i batteri non ricombinanti, e quindi privi di interruzione a livello della regione lacZ, risultano in grado di produrre l'enzima β-galattosidasi che può scindere l'X-gal presente nel terreno a base di agar, dando luogo a delle colonie blu. Le colonie batteriche originate da cellule trasformate, caratterizzate da una interruzione a livello della regione lacZ, non riescono a scindere l'X-gal, per cui rimangono bianche.